# 2025-ös DTM-szezon
A 2025-ös Deutsche Tourenwagen Masters-szezon a bajnokság huszonhatodik szezonja lesz a sorozat 2000-es visszatérése óta és az ötödik a GT3-as érában. A szezon április 26-án veszi kezdetét és október 5-én ér véget.

## Csapatok és versenyzők
| Gyártó       | Autó                             | Motor                              | Csapat                                                  | Rajtszám | Versenyző         | Forduló |
| ------------ | -------------------------------- | ---------------------------------- | ------------------------------------------------------- | -------- | ----------------- | ------- |
| Aston Martin | Aston Martin Vantage AMR GT3 Evo | Aston Martin M177 4.0 L Turbo V8   | Comtoyou Racing                                         | 007      | Gilles Magnus     | később  |
| Aston Martin | Aston Martin Vantage AMR GT3 Evo | Aston Martin M177 4.0 L Turbo V8   | Comtoyou Racing                                         | 008      | Nicolas Baert     | később  |
| Audi         | Audi R8 LMS Evo II               | Audi DAR 5.2 L V10                 | Land-Motorsport                                         | 29       | Ricardo Feller    | később  |
| BMW          | BMW M4 GT3 Evo                   | BMW P58 3.0 L Twin Turbo I6        | Schubert Motorsport                                     | 11       | Marco Wittmann    | később  |
| BMW          | BMW M4 GT3 Evo                   | BMW P58 3.0 L Twin Turbo I6        | Schubert Motorsport                                     | 33       | René Rast         | később  |
| Ferrari      | Ferrari 296 GT3                  | Ferrari F163CE 3.0 L Twin Turbo V6 | Emil Frey Racing                                        | 10       | Ben Green         | később  |
| Ferrari      | Ferrari 296 GT3                  | Ferrari F163CE 3.0 L Twin Turbo V6 | Emil Frey Racing                                        | 14       | Jack Aitken       | később  |
| Ferrari      | Ferrari 296 GT3                  | Ferrari F163CE 3.0 L Twin Turbo V6 | Emil Frey Racing                                        | 69       | Thierry Vermeulen | később  |
| Ford         | Ford Mustang GT3                 | Ford Coyote 5.4 L V8               | HRT Ford Performance                                    | 36       | Arjun Maini       | később  |
| Ford         | Ford Mustang GT3                 | Ford Coyote 5.4 L V8               | HRT Ford Performance                                    | 64       | Fabio Scherer     | később  |
| Lamborghini  | Lamborghini Huracán GT3 Evo 2    | Lamborghini DGF 5.2 L V10          | Abt Sportsline                                          | 1        | Mirko Bortolotti  | később  |
| Lamborghini  | Lamborghini Huracán GT3 Evo 2    | Lamborghini DGF 5.2 L V10          | Abt Sportsline                                          | 2        | Nicki Thiim       | később  |
| Lamborghini  | Lamborghini Huracán GT3 Evo 2    | Lamborghini DGF 5.2 L V10          | TGI Lamborghini Team by GRT                             | 19       | Luca Engstler     | később  |
| Lamborghini  | Lamborghini Huracán GT3 Evo 2    | Lamborghini DGF 5.2 L V10          | TGI Lamborghini Team by GRT                             | 63       | Jordan Pepper     | később  |
| Lamborghini  | Lamborghini Huracán GT3 Evo 2    | Lamborghini DGF 5.2 L V10          | Paul Motorsport                                         | 71       | Maximilian Paul   | később  |
| McLaren      | McLaren 720S GT3 Evo             | McLaren 4.0 L Twin Turbo V8        | Dörr Motorsport                                         | 16       | Timo Glock        | később  |
| McLaren      | McLaren 720S GT3 Evo             | McLaren 4.0 L Twin Turbo V8        | Dörr Motorsport                                         | 25       | Ben Dörr          | később  |
| Mercedes-AMG | Mercedes-AMG GT3 Evo             | Mercedes-AMG M159 6.2 L V8         | Mercedes-AMG Team Landgraf                              | 22       | Lucas Auer        | később  |
| Mercedes-AMG | Mercedes-AMG GT3 Evo             | Mercedes-AMG M159 6.2 L V8         | Mercedes-AMG Team Landgraf                              | 84       | Tom Kalender      | később  |
| Mercedes-AMG | Mercedes-AMG GT3 Evo             | Mercedes-AMG M159 6.2 L V8         | Mercedes-AMG Team Winward Mercedes-AMG Team Mann-Filter | 24       | Maro Engel        | később  |
| Mercedes-AMG | Mercedes-AMG GT3 Evo             | Mercedes-AMG M159 6.2 L V8         | Mercedes-AMG Team Winward Mercedes-AMG Team Mann-Filter | 48       | Jules Gounon      | később  |
| Porsche      | Porsche 911 GT3 R (992)          | Porsche M97/80 4.2 L Flat-6        | Manthey EMA                                             | 90       | Ayhancan Güven    | később  |
| Porsche      | Porsche 911 GT3 R (992)          | Porsche M97/80 4.2 L Flat-6        | Manthey EMA                                             | 91       | Thomas Preining   | később  |
| Porsche      | Porsche 911 GT3 R (992)          | Porsche M97/80 4.2 L Flat-6        | Manthey Junior Team                                     | 92       | Morris Schuring   | később  |

## Versenynaptár
| Forduló | Pálya                         | Helyszín                          | Első futam     | Második futam  | Pályarajz |
| ------- | ----------------------------- | --------------------------------- | -------------- | -------------- | --------- |
| 1       | Motorsport Arena Oschersleben | Oschersleben, Szász-Anhalt        | április 26.    | április 27.    |           |
| 2       | Lausitzring                   | Klettwitz, Brandenburg            | május 24.      | május 25.      |           |
| 3       | Circuit Zandvoort             | Zandvoort, Észak-Holland          | június 7.      | június 8.      |           |
| 4       | Norisring                     | Nürnberg, Bajorország             | július 5.      | július 6.      |           |
| 5       | Nürburgring                   | Nürburg, Rajna-vidék-Pfalz        | augusztus 9.   | augusztus 10.  |           |
| 6       | Sachsenring                   | Hohenstein-Ernstthal, Szászország | augusztus 23.  | augusztus 24.  |           |
| 7       | Red Bull Ring                 | Spielberg, Stájerország           | szeptember 13. | szeptember 14. |           |
| 8       | Hockenheimring                | Hockenheim, Baden-Württemberg     | október 4.     | október 5.     |           |
| Forrás: |                               |                                   |                |                |           |

## Eredmények

### Összefoglaló
| Forduló | Forduló | Helyszín                      | Pole-pozíció      | Leggyorsabb kör | Győztes         | Győztes                     | Győztes      | Listavezető   | Előny |
| Forduló | Forduló | Helyszín                      | Pole-pozíció      | Leggyorsabb kör | Versenyző       | Csapat                      | Gyártó       | Listavezető   | Előny |
| ------- | ------- | ----------------------------- | ----------------- | --------------- | --------------- | --------------------------- | ------------ | ------------- | ----- |
| 1       | V1      | Motorsport Arena Oschersleben | Lucas Auer        | Lucas Auer      | Lucas Auer      | Mercedes-AMG Team Landgraf  | Mercedes-AMG | Jordan Pepper | 3     |
| 1       | V2      | Motorsport Arena Oschersleben | Jules Gounon      | Maro Engel      | Ayhancan Güven  | Manthey EMA                 | Porsche      | Jordan Pepper | 3     |
| 2       | V1      | Lausitzring                   | Lucas Auer        | Jules Gounon    | Lucas Auer      | Mercedes-AMG Team Landgraf  | Mercedes-AMG | Lucas Auer    | 6     |
| 2       | V2      | Lausitzring                   | Jack Aitken       | René Rast       | Jack Aitken     | Emil Frey Racing            | Ferrari      | Lucas Auer    | 6     |
| 3       | V1      | Circuit Zandvoort             | Jordan Pepper     | Ayhancan Güven  | Ayhancan Güven  | Manthey EMA                 | Porsche      | Lucas Auer    | 16    |
| 3       | V2      | Circuit Zandvoort             | René Rast         | Jack Aitken     | René Rast       | Schubert Motorsport         | BMW          | Lucas Auer    | 16    |
| 4       | V1      | Norisring                     | Jordan Pepper     | Jack Aitken     | Jordan Pepper   | TGI Team Lamborghini by GRT | Lamborghini  | Lucas Auer    | 7     |
| 4       | V2      | Norisring                     | Thierry Vermeulen | Thomas Preining | Thomas Preining | Manthey EMA                 | Porsche      | Lucas Auer    | 7     |
| 5       | V1      | Nürburgring                   | Jack Aitken       | Ricardo Feller  | Jack Aitken     | Emil Frey Racing            | Ferrari      | Lucas Auer    | 8     |
| 5       | V2      | Nürburgring                   | Ben Dörr          | René Rast       | René Rast       | Schubert Motorsport         | BMW          | Lucas Auer    | 8     |
| 6       | V1      | Sachsenring                   |                   |                 |                 |                             |              |               |       |
| 6       | V2      | Sachsenring                   |                   |                 |                 |                             |              |               |       |
| 7       | V1      | Red Bull Ring                 |                   |                 |                 |                             |              |               |       |
| 7       | V2      | Red Bull Ring                 |                   |                 |                 |                             |              |               |       |
| 8       | V1      | Hockenheimring                |                   |                 |                 |                             |              |               |       |
| 8       | V2      | Hockenheimring                |                   |                 |                 |                             |              |               |       |

1. ↑  Ben Green érte el a leggyorsabb időt az időmérőn, de kizárták, miután a kvalifikáció utáni ellenőrzés során alulsúlyosnak találták az autóját. Lucas Auer örökölte meg a pole pozíciót.[16]

### Pontrendszer
Pontot az első tíz helyen célba érő versenyző kapott az alábbi sorrendben:
| Helyezés | 1. | 2. | 3. | 4. | 5. | 6. | 7. | 8. | 9. | 10. | 11. | 12. | 13. | 14. | 15. |
| Pont     | 25 | 20 | 16 | 13 | 11 | 10 | 9  | 8  | 7  | 6   | 5   | 4   | 3   | 2   | 1   |

Továbbá az időmérő első három helyezettje is kapott pontokat:
| Kvalifikációs helyezés | 1. | 2. | 3. |
| Pont                   | 3  | 2  | 1  |

### Versenyzők
(Félkövér: pole-pozíció, dőlt: leggyorsabb kör, a színkódokról részletes információ itt található)
| Helyezés | Versenyző         | OSC | OSC | LAU | LAU | ZAN | ZAN | NOR | NOR | NÜR | NÜR | SAC | SAC | RBR | RBR | HOC | HOC | Pont |
| -------- | ----------------- | --- | --- | --- | --- | --- | --- | --- | --- | --- | --- | --- | --- | --- | --- | --- | --- | ---- |
| 1        | Lucas Auer        | 1   | 10  | 1   | 9   | 4   | 7   | 6   | 8   | 6   | 32  |     |     |     |     |     |     | 137  |
| 2        | Jack Aitken       | 6   | 14  | 7   | 1 1 | 12  | 42  | 5   | 2   | 1   | 16  |     |     |     |     |     |     | 129  |
| 3        | Jordan Pepper     | 2   | 42  | 11  | 4   | 71  | Ki  | 1   | 9   | 4   | 9   |     |     |     |     |     |     | 122  |
| 4        | René Rast         | Ki  | 5   | 3   | 2   | Ki  | 1   | 10  | 7   | 14  | 1   |     |     |     |     |     |     | 117  |
| 5        | Thomas Preining   | 43  | 3   | 6   | Ki3 | Ki  | 3   | 2   | 1   | 9   | 10  |     |     |     |     |     |     | 115  |
| 6        | Maro Engel        | 3   | 12  | 2   | 5   | 9   | 5   | 3   | 4   | Ki  | 4   |     |     |     |     |     |     | 114  |
| 7        | Marco Wittmann    | 8   | 6   | 5   | 82  | 6   | 23  | 18  | Ki  | 5   | 2   |     |     |     |     |     |     | 101  |
| 8        | Ayhancan Güven    | 7   | 1   | 8   | 14  | 1   | 12  | 11  | 11  | Ki  | 5   |     |     |     |     |     |     | 94   |
| 9        | Jules Gounon      | 5   | 21  | 5   | 3   | 14  | 8   | 7   | 10  | Ki  | 11  |     |     |     |     |     |     | 93   |
| 10       | Thierry Vermeulen | 13  | 133 | 15  | 7   | Ki  | 13  | 43  | 31  | 152 | 21  |     |     |     |     |     |     | 56   |
| 11       | Luca Engstler     | 10  | 7   | Ki  | Ki  | 103 | 6   | Ki  | Ki  | 73  | 13  |     |     |     |     |     |     | 45   |
| 12       | Mirko Bortolotti  | 9   | 9   | 13  | 6   | 8   | 9   | 15  | Ki  | Ki  | 14  |     |     |     |     |     |     | 45   |
| 13       | Ben Dörr          | 11  | 8   | 9   | 18  | 13  | Kiz | 17  | 15  | 8   | 81  |     |     |     |     |     |     | 43   |
| 14       | Arjun Maini       | 15  | 16  | 12  | 17  | Ki  | 10  | 8   | 53  | Ki  | 6   |     |     |     |     |     |     | 41   |
| 15       | Ben Green         | 18  | 15  | 10  | Ki  | 15  | 17  | Ki  | 6   | 2   | 15  |     |     |     |     |     |     | 39   |
| 16       | Ricardo Feller    | 21  | 11  | Ki2 | 12  | 16  | 16  | 9   | 14  | 3   | 20  |     |     |     |     |     |     | 36   |
| 17       | Nicki Thiim       | 14  | Ki  | 14  | 13  | 2   | 14  | 202 | Ki  | 12  | 18  |     |     |     |     |     |     | 35   |
| 18       | Morris Schuring   | 16  | 17  | Ki  | 11  | 5   | 11  | 14  | 12  | Ki  | 12  |     |     |     |     |     |     | 31   |
| 19       | Maximilian Paul   | 12  | 19  | Ki  | 19  | 3   | 18  | 16  | Ki  | 11  | Ki  |     |     |     |     |     |     | 25   |
| 20       | Gilles Magnus     | Kiz | 21  | 18  | 16  | Ki  | 19  | 12  | Ki  | 16  | 73  |     |     |     |     |     |     | 14   |
| 21       | Timo Glock        | 20  | Ki  | 17  | 10  | Ki  | Kiz | 19  | Ki  | 10  | Ki  |     |     |     |     |     |     | 12   |
| 22       | Tom Kalender      | 17  | 20  | 16  | 15  | 17  | 15  | 13  | Ki  | 13  | 17  |     |     |     |     |     |     | 8    |
| 23       | Fabio Scherer     | 19  | 18  | Ki  | Ki  | 11  | Ni  | Ni  | Ki  | 18  | 19  |     |     |     |     |     |     | 5    |
| 24       | Nicolas Baert     | Kiz | Ki  | 19  | Ki  | 18  | 20  | Ki  | 13  | 17  | 22  |     |     |     |     |     |     | 3    |
| Helyezés | Versenyző         | OSC | OSC | LAU | LAU | ZAN | ZAN | NOR | NOR | NÜR | NÜR | SAC | SAC | RBR | RBR | HOC | HOC | Pont |

### Csapatok
Egy csapat számára legfeljebb 2 versenyző szerezhet pontokat. Az időmérőn megszerezhető pontok nem számítanak bele az értékelésbe.
| Helyezés | Csapat                      | Pont |
| -------- | --------------------------- | ---- |
| 1        | Manthey EMA                 | 225  |
| 2        | Schubert Motorsport         | 213  |
| 3        | Winward Racing              | 202  |
| 4        | Emil Frey Racing            | 197  |
| 5        | TGI Team Lamborghini by GRT | 157  |
| 6        | Mercedes-AMG Team Landgraf  | 140  |
| 7        | Abt Sportsline              | 81   |
| 8        | Dörr Motorsport             | 54   |
| 9        | HRT Ford Performance        | 46   |
| 10       | Land-Motorsport             | 37   |
| 11       | Paul Motorsport             | 26   |
| 12       | Comtoyou Racing             | 19   |

### Gyártók
Csak azok a pontok számítanak a gyártók bajnokságába, amelyeket egy gyártó első két versenyzője szerzett a versenyeken.
| Helyezés | Gyártó       | Pont |
| -------- | ------------ | ---- |
| 1        | Mercedes-AMG | 274  |
| 2        | Porsche      | 234  |
| 3        | BMW          | 221  |
| 4        | Ferrari      | 219  |
| 5        | Lamborghini  | 208  |
| 6        | McLaren      | 73   |
| 7        | Ford         | 69   |
| 8        | Audi         | 51   |
| 9        | Aston Martin | 40   |